# Eparchia di Glazov

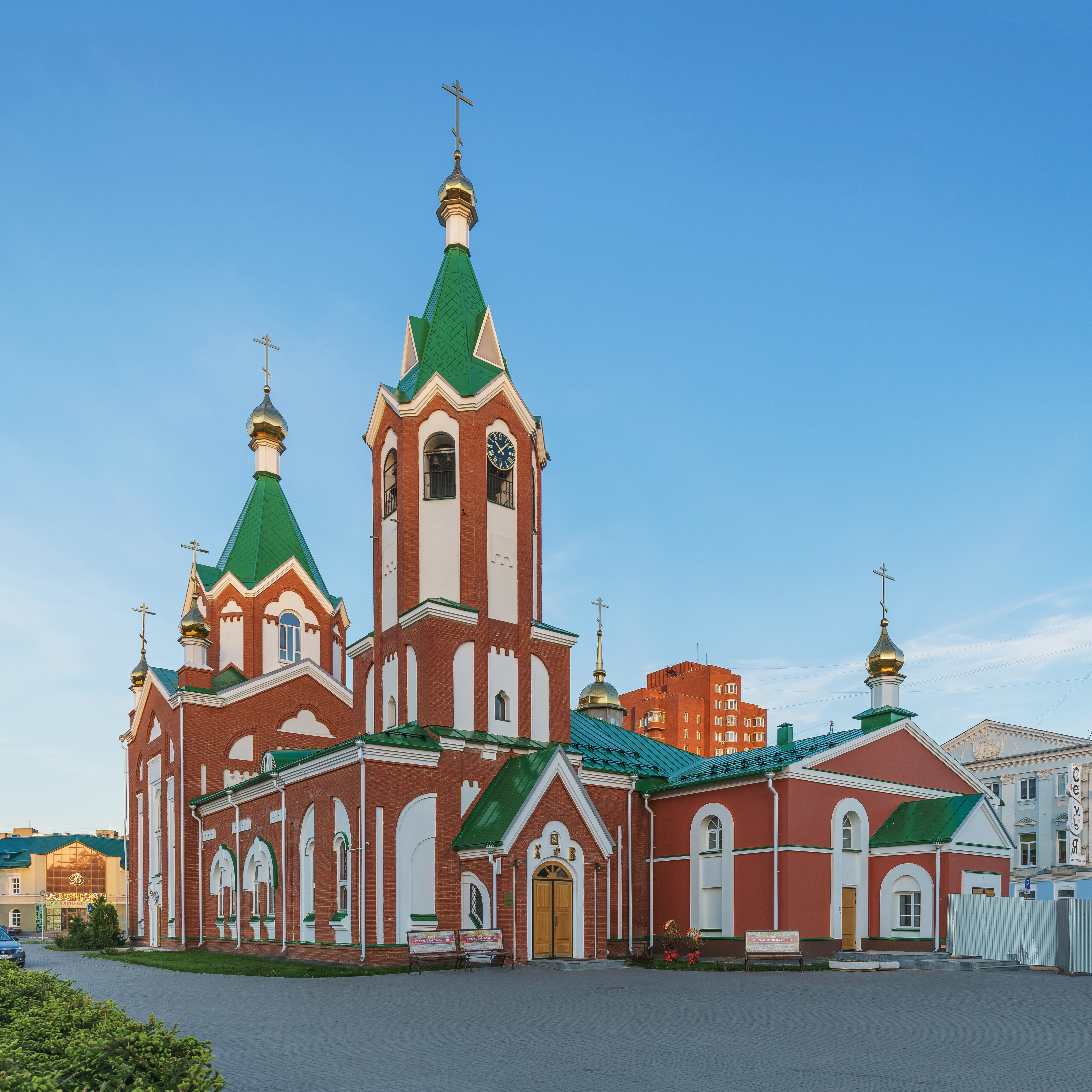
La cattedrale della Trasfigurazione di Glazov.

L'eparchia di Glazov (in russo Глазовская епархия?) è una diocesi della Chiesa ortodossa russa, appartenente alla metropolia dell'Udmurtia.

## Territorio
L'eparchia comprende la città di Glazov e i rajon Balezinksij, Glazovskij, Debësskij, Igrinskij, Kezskij, Krasnogorskij, Seltinskij, Sjumsinskij, Šarkanskij, Jukamenskij e Jarskij nella parte centrale della repubblica dell'Udmurtia.
Sede eparchiale è la città di Glazov, dove si trova la cattedrale della Trasfigurazione.
L'eparca ha il titolo ufficiale di «eparca di Glazov e Igra».

## Storia
L'eparchia è stata eretta dal Santo Sinodo della Chiesa ortodossa russa il 25-26 dicembre 2013, ricavandone il territorio dall'eparchia di Iževsk, e contestualmente è entrata a far parte della metropolia dell'Udmurtia.